# 伊萬·費多羅夫
伊萬·塞爾希約維奇·費多羅夫（羅馬化：Ivan Serhiiovych Fedorov；1988年8月29日—），烏克蘭政治家，现任扎波羅熱州州長，曾任扎波羅熱州議會第一副主任、梅利托波爾市議會議員和梅利托波爾市長。

## 生平
費多羅夫出生於1988年8月29日。在2019年的一份聲明中，他說他在梅利托波爾擁有一套公寓，在扎波羅熱州擁有一套房屋和土地。

## 事蹟
費多羅夫當選為梅利托波爾市議會第六屆會議成員。2015年，他當選扎波羅熱州第七屆委員會第一副主任。2020年，他接替塞爾希·明科擔任梅利托波爾市長。
2022年3月11日，烏克蘭總統辦公室副主任基里洛·蒂莫申科表示，費多羅夫已被俄羅斯軍方逮捕和綁架。烏克蘭官員報告說一群共10名俄羅斯士兵綁架費多羅夫。烏克蘭最高拉達在Twitter上表示費多羅夫拒絕與俄軍合作。安東·格拉先科和CNN發布俄羅斯士兵在市政府大樓外的影片證實這一點。綁架者將一個塑料袋蓋在費多羅夫的頭上。俄羅斯軍方採取行動後，「盧甘斯克人民共和國」總檢察長辦公室對費多羅夫提起刑事訴訟。盧甘斯克人民共和國調查人員表示，費多羅夫向被取締的民族主義組織右區提供了財政和其他援助，幫助他們在頓巴斯對平民犯下恐怖主義罪行。次日3月12日，前市議會議員現親俄合作者加琳娜·丹尼爾琴科被俄羅斯佔領“當局”任命為「代理市長」。
2022年3月12日，烏克蘭總統弗拉基米爾·澤連斯基表示，費多羅夫正在遭受酷刑，澤連斯基要求俄羅斯軍方連同其他城市被綁的市長一起釋放。3月16日，費多羅夫從囚禁中獲釋，並在電話中感謝總統澤連斯基。一些烏克蘭官員聲稱他是在一次「特別行動」中獲釋的。然而澤連斯基的新聞助理達里婭·扎里夫娜後來稱費多羅夫被烏克蘭軍隊以9名俄羅斯戰俘交換而獲釋。《紐約客》後來證實，這次換俘地點在卡姆揚斯凱。
2022年4月16日，費多羅夫與烏克蘭最高拉達議員瑪麗亞·梅岑采娃、奧列娜·霍緬科和魯斯捷姆·烏梅羅夫一起在聖伯多祿大殿參加了復活節禮拜。教宗方濟各在儀式上用烏克蘭語說「基督復活了」。
2024年2月4日，烏克蘭總統澤倫斯基任命伊萬·費多羅夫為扎波羅熱州州長。

## 榮譽
2022年3月6日，費多羅夫被烏克蘭總統澤連斯基發布№112/202總統令，授予三級勇氣勳章，以表彰他在梅利托波爾戰役期間為保護烏克蘭國家主權和領土完整做出的重大個人貢獻及在組織防禦俄羅斯入侵城鎮時表現出的勇氣和無私行為。
- 三級勇氣勳章